# Варламов, Николай Гаврилович
Николай Гаврилович Варла́мов (1907—1943) — сержант Рабоче-крестьянской Красной Армии, участник Великой Отечественной войны, Герой Советского Союза (1943).

## Биография
Николай Варламов родился 6 января 1907 года в Санкт-Петербурге в многодетной семье рабочего Путиловского завода Гавриила Кузьмича Варламова. Среди шестерых детей Варламовых Николай был четвёртым. Вскоре после рождения Николая его отец, считавшийся полицией Российской империи «неблагонадёжным», вместе с семьёй переехал в Петрозаводск, где работал на Александровском снарядоделательном (ныне — Онежском тракторном) заводе.
В возрасте 14 лет, после окончания семилетней школы, на этом заводе Николай Варламов стал учеником слесаря. В 1929—1931 годах он проходил службу в Рабоче-крестьянской Красной Армии, после чего вернулся на завод.
В первые же дни Великой Отечественной войны Варламов со своими двумя братьями добровольно вступили в РККА. Призван Зарецким районным военкоматом Петрозаводска 25 июня 1941 года. Первоначально воевал в составе 71-й стрелковой дивизии, участвовал в боях от приграничных районов до Медвежьегорска, где был тяжело ранен осенью 1941 года. После излечения Варламов вернулся на фронт. К июлю 1943 года сержант Николай Варламов командовал отделением 9-й стрелковой роты, 239-го стрелкового полка 27-й стрелковой дивизии 26-й армии Карельского фронта. Отличился во время боёв в Карелии.
25 июля 1943 года во время боя на восточном берегу Онды у шоссе Кочкома — Ругозеро, когда были исчерпаны все возможности в борьбе с вражеским дзотом, Варламов закрыл собой его амбразуру, ценой своей жизни позволив бойцам своего отделения захватить огневую точку. Действия Варламова способствовали успешному разгрому опорного пункта противника ротой.
Николай Варламов был похоронен в братской могиле на 59-м км шоссе Кочкома — Реболы (А-137). В 1976 году на месте его подвига (в 12 км к юго-востоку в сторону реки Онды) был установлен обелиск, однако в 2006 г. вандалы украли памятник. Впоследствии на сохранившемся постаменте была установлена каменная стела с памятной надписью и изображениями портрета героя и медали «Золотая звезда».
Указом Президиума Верховного Совета СССР от 25 сентября 1943 года за «образцовое выполнение боевых заданий командования на фронте борьбы с немецкими захватчиками и проявленные при этом мужество и героизм» сержант Николай Варламов посмертно был удостоен высокого звания Героя Советского Союза. Также был награждён орденом Ленина.

## Семья
Супруга — Татьяна, дочь — Титкова Тамара Николаевна, Внучка — Иванова Елена Михайловна, внучка — Титкова Наталья Михайловна, внук — Титков Николай Михайлович, правнук — Иванов Андрей Станиславович, правнук — Иванов Дмитрий Станиславович, правнучка — Каньгина Юлия Николаевна

## Память
- В 1982 году в посёлке Каменный Бор (Сегежский район) на средства работников Выгского каскада ГЭС был открыт памятник Николаю Варламову (скульптор Андрей Архипов), в 2013 году памятник перенесён в Петрозаводск и установлен на улице, названной в честь героя[5].
- Портрет Н. Г. Варламова, как и всех 28 Героев Советского Союза — сынов и дочерей Карелии, установлен в Галерее Героев Советского Союза, открытой в 1977 году в столице Карелии в районе улиц Антикайнена и Красной.
- Именем Н. Г. Варламова был назван средний рыболовный траулер № 4352, изготовленный в 1970-е годы на верфи Ростока (ГДР).
- В 1958 году пароход «Экспортлес-14» Беломорско-Онежского пароходства был переименован в «Николай Варламов»[6].
- В 1980-х гг. в Петрозаводске проводился междугородный турнир по гандболу имени Н. М. Варламова[7].